# Aphrodite (álbum)
Aphrodite é o décimo primeiro álbum de estúdio da cantora australiana Kylie Minogue, lançado em 30 de junho de 2010 através da Parlophone Records. Em 2009, Minogue começou a trabalhar com o produtor britânico de música eletrônica Stuart Price, que serviu como produtor executivo do álbum. Os dois colaboraram com vários produtores e compositores no projeto, incluindo Jake Shears, Calvin Harris, Sebastian Ingrosso e Pascal Gabriel. Aphrodite segue uma abordagem musical semelhante aos álbuns anteriores de Minogue, sendo predominantemente um disco dance-pop e disco-pop, além de trazer influências de electropop, EDM e rave.
Aphrodite recebeu avaliações geralmente positivas dos críticos musicais, muitos dos quais a elogiaram como um retorno à forma para Minogue. No entanto, alguns críticos ficaram divididos sobre sua produção. Na Austrália, Aphrodite alcançou a segunda posição do gráfico de álbuns do país e recebeu o certificado de platina da Australian Recording Industry Association (ARIA). No Reino Unido, o álbum estreou no topo da tabela de álbuns britânica, rendendo à Minogue uma entrada no Guinness World Records por possuir a maior quantidade de décadas consecutivas obtendo álbuns no top cinco do país. Adicionalmente, alcançou o top cinco na Bélgica, Canadá, França, Grécia, Espanha, Suíça, dentre outros.
Quatro singles foram extraídos de Aphrodite. O carro-chefe, "All the Lovers", alcançou a terceira posição da tabela de singles britânica, bem como ingressou no top dez da Bélgica, França, Alemanha, Itália e Espanha. Os singles seguintes, "Get Outta My Way", "Better than Today" e "Put Your Hands Up (If You Feel Love)" não obtiveram desempenho significante, fazendo com que Minogue expressasse sua decepção com a gravadora. Nos Estados Unidos, todos os quatro singles lideraram o gráfico Hot Dance Club Songs da Billboard. Ainda para promover o álbum, Minogue embarcou na Aphrodite: Les Folies Tour em 2011.

## Sobre o álbum
A gravadora de Minogue, a Parlophone, descreveu o álbum como uma volta de Kylie para as suas raízes (as pistas de dança)  e anunciou o lançamento do CD em 20 de Abril de 2010 e lançou também um trecho de 30 segundos de “All The Lovers”.
Aphrodite com Stuart Price como produtor executivo; e compositores além de Minogue e Price, Calvin Harris, Jake Shears, Nerina Pallot e Tim Rice-Oxley do Keane. Outro fato conhecido mas não confirmado, são os produtores que já trabalharam com Kylie: BiffCo e Greg Kurstin e dois que trabalharam com a cantora pela primeira vez RedOne e Starsmith.O Ator Norte-Americano Jesse Metcalfe compos a canção Everything Is Beautiful sob supervisão da cantora ,Finlay Dow-Smith, Miriam Nervo e Olivia Nervo escreveram Put Your Hands Up (If You Feel Love). Uma outra faixa confirmada é "Better than Today", que Kylie apresentou na For Me For You Tour na América do Norte foi escrita por Holly Valance e RedOne. Jake Shears da banda Scissor Sisters e Calvin Harris produziram “Too Much”.
Minogue disse que "All The Lovers", primeiro single do álbum, "foi uma das últimas faixas a serem escritas para o álbum. Após ter gravado, eu sabia que All the Lovers deveria ser o primeiro single; ela resume o álbum perfeitamente. Ela me deixou nervosa, então quero saber o que todos vão achar". Stuart Price, que mixou a faixa também o produtor do álbum disse: "All the Lovers é uma canção mágica e dá um resumo do álbum : Kylie dando seu melhor.
A roupa da capa do álbum foi feita por Jean Paul Gaultier.
Um relançamento do álbum foi estimado mas cancelado de ultima hora.

## Alinhamento de faixas
O alinhamento de faixas, produtores, e suas durações foram reveladas no site oficial de Minogue no dia 14 de maio de 2010.
| Aphrodite – Edição padrão |                                        |                                                                            |                                                             |         |  |
| N.º                       | Título                                 | Compositor(es)                                                             | Produtor(es)                                                | Duração |  |
| 1.                        | "All the Lovers"                       | Jim Eliot Mima Stilwell                                                    | Eliot Stuart Price                                          | 3:19    |  |
| 2.                        | "Get Outta My Way"                     | Damon Sharpe Daniel Davidsen Lucas Secon Mich Hansen Peter Wallevik        | Cutfather Peter Wallevik Daniel Davidsen Sharpe Secon Price | 3:38    |  |
| 3.                        | "Put Your Hands Up (If You Feel Love)" | Fin Dow-Smith Miriam Nervo Olivia Nervo                                    | Starsmith Price M. Nervo O. Nervo                           | 3:37    |  |
| 4.                        | "Closer"                               | Price Beatrice Hatherley                                                   | Price                                                       | 3:09    |  |
| 5.                        | "Everything Is Beautiful"              | Tim Rice-Oxley Fraser T Smith                                              | Smith                                                       | 3:25    |  |
| 6.                        | "Aphrodite"                            | Nerina Pallot Andy Chatterley                                              | Pallot Chatterley Price                                     | 3:45    |  |
| 7.                        | "Illusion"                             | Kylie Minogue Price                                                        | Price                                                       | 3:21    |  |
| 8.                        | "Better than Today"                    | Pallot Chatterley                                                          | Pallot Chatterley Price                                     | 3:25    |  |
| 9.                        | "Too Much"                             | Minogue Calvin Harris Jake Shears                                          | Harris                                                      | 3:16    |  |
| 10.                       | "Cupid Boy"                            | Sebastian Ingrosso Magnus Lidehäll Nick Clow Luciana Caporaso              | Price Ingrosso Lidehäll                                     | 4:26    |  |
| 11.                       | "Looking for an Angel"                 | Minogue Price                                                              | Price                                                       | 3:49    |  |
| 12.                       | "Can't Beat the Feeling"               | Hannah Robinson Pascal Gabriel, Borge Fjordheim Matt Prime Richard Philips | Price Gabriel Fjordheim                                     | 4:09    |  |
| Duração total:            | Duração total:                         | Duração total:                                                             | Duração total:                                              | 43:20   |  |

| Aphrodite – Edição japonesa (faixa bônus) |                |                                                                                                |                |         |  |
| N.º                                       | Título         | Compositor(es)                                                                                 | Produtor(es)   | Duração |  |
| 13.                                       | "Heartstrings" | Miranda Cooper Brian Higgins Matt Gray Jason Resch Kieran Jones Gerard O'Connell Jaxon Bellina | Xenomania      | 3:16    |  |
| Duração total:                            | Duração total: | Duração total:                                                                                 | Duração total: | 46:36   |  |

| Aphrodite – Experience Edition da iTunes Store (faixa bônus) |                 |                                                                      |                |         |  |
| N.º                                                          | Título          | Compositor(es)                                                       | Produtor(es)   | Duração |  |
| 13.                                                          | "Mighty Rivers" | Cooper Higgins Carla Marie Williams Resch O'Connell Bellina Tim Deal | Xenomania      | 4:02    |  |
| Duração total:                                               | Duração total:  | Duração total:                                                       | Duração total: | 47:21   |  |

| Aphrodite – Edição da Amazon MP3 e BigPond (faixa bônus) |                      |                                             |                                                       |         |  |
| N.º                                                      | Título               | Compositor(es)                              | Produtor(es)                                          | Duração |  |
| 13.                                                      | "Go Hard or Go Home" | Secon Sharpe Thomas Sardorf Davidsen Hansen | Cutfather Thomas Sardorf Daniel Davidsen Sharpe Secon | 3:42    |  |
| Duração total:                                           | Duração total:       | Duração total:                              | Duração total:                                        | 47:02   |  |

## Paradas e certificações
| Parada (2010)                        | Posição |
| ------------------------------------ | ------- |
| Australian Albums Chart              | 1       |
| Austrian Albums Chart                | 1       |
| Belgian Albums Chart (Flanders)      | 4       |
| Belgian Albums Chart (Wallonia)      | 3       |
| Canadian Albums Chart                | 8       |
| Croatian Albums Chart                | 11      |
| Czech Albums Chart                   | 5       |
| Danish Albums Chart                  | 21      |
| Dutch Albums Chart                   | 4       |
| European Top 100 Albums              | 1       |
| Finnish Albums Chart                 | 22      |
| French Albums Chart                  | 3       |
| German Albums Chart                  | 3       |
| Greek International Albums Chart     | 1       |
| Hungarian Albums Chart               | 18      |
| Irish Albums Chart                   | 5       |
| Italian Albums Chart                 | 9       |
| Japanese Albums Chart                | 28      |
| Mexican Albums Chart                 | 22      |
| New Zealand Albums Chart             | 1       |
| Polish Albums Chart                  | 6       |
| Scottish Albums Chart                | 1       |
| Spanish Albums Chart                 | 2       |
| Swedish Albums Chart                 | 9       |
| Swiss Albums Chart                   | 2       |
| UK Albums Chart                      | 1       |
| US Billboard 200                     | 19      |
| US Billboard Dance/Electronic Albums | 1       |
| Mundo UWC Álbuns                     | 2       |

| País        | Empresa | Certificação |
| ----------- | ------- | ------------ |
| Austrália   | ARIA    | Platina      |
| Reino Unido | BPI     | Platina      |

## Histórico de lançamento
| Região         | Data                | Gravadora       | Formato                                        |
| -------------- | ------------------- | --------------- | ---------------------------------------------- |
| Japão          | 30 de Junho de 2010 | EMI             | CD, CD + DVD (Deluxe Edition) Download digital |
| Austrália      | 2 de Julho de 2010  | Warner Music    | CD, CD + DVD (Deluxe Edition) Download digital |
| Alemanha       | 2 de Julho de 2010  | EMI             | CD, CD + DVD (Deluxe Edition) Download digital |
| Países Baixos  | 2 de Julho de 2010  | EMI             | CD, CD + DVD (Deluxe Edition) Download digital |
| Suécia         | 2 de Julho de 2010  | EMI             | CD, CD + DVD (Deluxe Edition) Download digital |
| Áustria        | 2 de Julho de 2010  | EMI             | CD, CD + DVD (Deluxe Edition) Download digital |
| Espanha        | 2 de Julho de 2010  | EMI             | CD, CD + DVD (Deluxe Edition) Download digital |
| Reino Unido    | 5 de Julho de 2010  | Parlophone      | CD, CD + DVD (Deluxe Edition) Download digital |
| México         | 5 de Julho de 2010  | EMI             | CD, CD + DVD (Deluxe Edition) Download digital |
| Brasil         | 5 de Julho de 2010  | EMI             | CD, CD + DVD (Deluxe Edition) Download digital |
| França         | 5 de Julho de 2010  | EMI             | CD, CD + DVD (Deluxe Edition) Download digital |
| Dinamarca      | 5 de Julho de 2010  | EMI             | CD, CD + DVD (Deluxe Edition) Download digital |
| Estados Unidos | 6 de Julho de 2010  | Capitol Records | CD, CD + DVD (Deluxe Edition) Download digital |
| Canadá         | 6 de Julho de 2010  | EMI             | CD, CD + DVD (Deluxe Edition) Download digital |